# 뒤센느 드 벨쿠르
귀스타프 뒤센느 드 벨쿠르(Gustave Duchesne, Prince de Bellecourt, 1817년 2월 23일 - 1881년 7월 29일)는 프랑스의 외교관으로 초대 주일 프랑스 영사(이후 공사로 승진)이다. 1858년 〈불일수호통상조약〉에 따라 일본에 파견되어 1859년부터 1864년까지 그 직에 있었다.

## 개요
1857년, 뒤센느 드 벨쿠르는 장 밥티스트 루이 그로의 휘하에 중국에 파견되어 프랑스 외교단의 비서관이 되었다. 이 때, 제2차 아편 전쟁에 참여했다. 1858년(안세이 5년)에는 그로와 함께 불일수호통상조약의 교섭을 위해 일본을 방문했다.
이듬해 1859년(안세이 6년), 뒤센느 드 벨쿠르는 다시 일본에 파견된다. 9월 6일 일본에 도착하여 초대 재일본 프랑스 영사가 되었다. 그의 통역은 지라드 신부가 맡았다.
1860년(만엔 원년), 프랑스 총영사관으로 이용하고 있었던 사이카이지 앞에서 뒤센느 드 벨쿠르의 하인이 습격당해 중상을 입는 사건이 발생했다.
1861년(분큐 원년)에는 공사로 승진했다. 막부에 대한 자세는 영국 공사인 러더퍼드 올콕과 대체로 일치했다. 헨리 휴스켄 살해 사건 이후에 항의를 위해 올콕과 함께 임시 공사관을 에도에서 요코하마로 퇴거시켰다.
1863년에는 나마무기 사건의 해결을 위해 협상에 참여하게 된다. 뒤센느 드 벨쿠르는 중국에 대한 서구의 개입 사례를 보고 있었으며, 일본과의 외교에서도 무력을 사용하는 것에 찬성했다. 1863년 7월 20일 죠레스가 이끄는 프랑스 해군에 의한 시모노세키 포대 공격, 동년 8월 쿠퍼가 이끄는 영국 해군에 의한 가고시마 포격도 모두 지지를 했다. 그러나 그의 호전적인 자세는 프랑스 본국 정부로부터 비판을 받게 되게 되었다. 당시 프랑스는 다른 지역에서 중요한 군사적 현안을 안고 있어, 일본과의 마찰은 피하고 싶었던 것이다.
나마무기 사건의 협상 이후 뒤센느 드 벨쿠르는 점차 친막부적인 입장을 취하게 되었다. 1863년 가을에 막부는 요코하마의 쇄항을 언급했지만, 각국의 공사가 이를 거부하였고, 뒤센느 드 벨쿠르만 이해를 하여 요코하마 쇄항 담판 사절단의 파견을 지원했다.
1864년(겐지 원년) 뒤센느 드 벨쿠르는 그 임무를 후임 레온 호크에게 물려주었고, 로주는 프랑스 정부에 뒤센느 드 벨쿠르의 유임을 탄원할 정도였다. 이 때문에 제임스 로슈도 막부와 가까운 관계를 확보할 수 있었으며, 프랑스는 막부의 정책에 적극적으로 참여하게 되었다.
뒤센느 드 벨쿠르는 이후 총영사로 튀니스에 파견되었다.
그 공적으로 레지옹 도뇌르 훈장을 수여 받았다.

## 서적
- La colonie de Saïgon : les agrandissements de la France dans le Bassin du Mekong